# 金瓜石礦業圳道及圳橋
金瓜石礦業圳道及圳橋，位於臺灣新北市瑞芳區金瓜石及水湳洞地區。這套礦業用水圳系統規劃建成於1933-1935年間，由日本鑛業株式會社接手經營金瓜石礦山後，為供應新建的水湳洞選煉廠所需水源而興建，與金水地區金銅礦業發展有密切關聯。目前仍留存多處圳道及圳橋遺構，於2005年公告指定為市定古蹟。

## 興建緣由
日本鑛業株式會社於1933（昭和8）年接收經營金瓜石礦山後，即有計畫地擴充採、選、煉礦設備，在水湳洞地區大興土木，同年9月開始新建興建水湳洞全泥式浮游選鑛場及氰化製煉所。同時，因選煉過程的龐大水源需求，而著手規劃興建水圳系統。

## 水圳系統之設計及構造
水圳系統的設計目的為引用當地溪水，以提供金銅礦選煉之龐大水源需求。根據2008年「臺北縣縣定古蹟金瓜石礦業圳道及圳橋調查研究及修復計畫」研究指出，金水地區礦業水圳系統可分為兩大體系：
1. 西起新山溪及山尖鞍溪，以水圳橋跨越外九份溪後，圳道下降至金福宮東側再以圳橋跨越內九份溪，穿越金水公路，繞越報時山山腰，穿越本山六坑外的六坑坪，最後注入水湳洞選煉廠上方儲水池，約長2.1公里。
2. 西起長仁橋下，於濂洞溪南岸以水圳橋穿越六坑溪口與黃金瀑布下方，最後進入水湳洞選煉廠的60米濃泥槽，約長0.3公里。

### 水圳構造
金瓜石礦業水圳系統包括：水壩、圳道（或稱圳溝、水溝）、沈砂池（水櫃）及水圳橋等建設。
- 水壩：水源處設有水壩，作為阻攔溪水，並藉由水門導引溪水至水圳。
- 圳道及圳橋：分為明溝（開渠）、暗溝（暗渠）、水管等。路線大致沿金瓜石到水湳洞之間等高線緩降，運用水位間的落差，靠重力自然流動，不需動力機械輔助，而因為地形或為穿越道路而使用暗溝，跨越溪谷則建造圳橋導水。但因荒廢已久，現僅存部分遺構。
- 沈沙池：以沈澱方式過濾清除水中碎木雜物，清水溢流引導至圳道。

### 現存圳橋遺構

#### 外九份溪圳橋
外九份溪圳橋，又稱為「山尖鞍水圳橋」或「黃金水圳橋」，位於山尖古道上，跨越外九份溪，為西側長東側短不對稱造型的單拱水圳橋，長度約30公尺。由於圳橋下方接近溪床處有建於清代石砌拱橋，以及位於拱橋上方興建於1970年代的鋼筋水泥造人行橋，形成「三層水圳橋」之特殊景觀。
外九份溪圳橋為鋼筋混凝土造，其骨料夾雜著砂岩、安山岩的卵石及碎石，為就地取材。橋寬64公分，呈凹字型，未加蓋，兩壁厚約8公分，主拱底部離溪床約931公分高。

#### 內九份溪圳橋
內九份溪圳橋為開腹式單拱水圳橋，金瓜石當地居民習慣稱為「運動場邊的水圳橋」、「二號橋」、「祈堂腳溪的水圳橋」等，過去在臺灣金屬鑛業股份有限公司經營時期，橋上鋪有板材及木欄杆等安全設施，是五號寮、金福宮一帶通往本山六坑及水湳洞的捷徑，為當地人上下班通勤必經之路。現因年久失修，已被雜草所覆蓋。
內九份溪圳橋橋體採用當地卵礫石為骨材，鋼筋混凝土構造，全長約15公尺。橋寬71公分，呈凹字型未加蓋，兩壁厚約11公分，兩壁上方鋪設臺灣煉瓦株式會社製紅磚（TR磚）。工法及材料取得與外九份溪橋相似，但橋壁較厚並加鋪紅磚。

#### 濂洞溪圳橋
濂洞溪圳橋位於金水公路，濂洞溪東岸陡坡上，屬於鋼筋水泥造樑式橋，其功能為輸送溪水與鑛水收銅之兩用橋，因此當地又稱作「水銅（仔）橋」，上方有3個沉澱銅木槽。引長仁五番坑導出的鑛水進行沉澱銅採收，並用涵管輸送溪水。 
現存完整的橋樑長度約6公尺，橋柱、橋面及主樑為鋼筋混凝土構造，於現場灌鑄而成；橋礎之內部礎心為混凝土構造，表面可看到採用敲打接（打込み接ぎ）布積－將經過敲打、表面加工成平整的石材沿著接縫橫向排列堆疊的砌石工法，使用的石材為當地安山岩。

## 文化資產價值
2005年，經金瓜石在地居民提報，臺北縣政府（現為新北市政府）文化局經專家學者會勘後，指定為古蹟，其理由如下：
1. 水圳沿線相關設施，見證金瓜石淘金的礦業開發歷程，深具歷史、產業、地方發展的特色與意義。
2. 水圳沿線相關設施，在產業建築類型上，具稀少性。
3. 本地基本上仍保存相當完整的生態環境，人為破壞不大。

## 損壞危機與維護
外九份溪圳橋位於山尖路步道上，特殊的三重橋造型是金瓜石熱門景點之一，亦是每年金瓜石迎媽祖遶境必經路線， 為維護文化資產，現存圳橋遺構包括外九份溪圳橋、內九份溪圳橋、濂洞溪圳橋都禁止攀爬及通行。

### 損壞危機
- 2005年龍王颱風侵襲，導致外九份溪圳橋西側第一柱與主橋支柱，橋面主鋼筋斷裂橋面塌陷損毀。[4]
- 2021年2月遊客爬上外九份溪圳橋不慎摔落，並造成橋面西側斷裂。[7]

### 文化資產維護
- 2005年，首先針對鋼筋裸露部分已先行進行除鏽、防鏽之處理。[1]
- 2016年12月新北市政府文化局啟動保護與修復計畫，針對內九份溪圳橋及濂洞溪圳橋於結構裂縫處灌注環氧樹脂，以補強結構安全；外九份溪圳橋之垮距較大，而於其主拱下方增設鋼架支撐保護。[5]

針對2021年遊客毀損外九份溪圳橋事件，新北市政府文化局表示，已依法函送警方報案及調查，並設置多面告示牌及圍籬，斷損橋面為考量公共安全，並為調查事證，移除後暫時存放在瑞芳區公所。此外，新北市瑞芳區石山里長吳乾正發起懸賞令，籌資1萬7千元盼找到線索將破壞者緝捕到案，地方人士也加碼咖啡、雞排響應，目前尚未有進一步消息。